# Harold Percival Himsworth
Sir Harold Percival Himsworth KCB FRS (* 19. Mai 1905 in Huddersfield; † 1. November 1993 in London) war ein britischer Internist und Diabetologe. Er wirkte von 1939 bis 1949 als Chefarzt der internistischen Station und als Professor für Medizin am University College London sowie von 1949 bis 1968 als Sekretär des Medical Research Council.
Auf ihn geht unter anderem die Differenzierung des Diabetes mellitus in die durch verschiedene Charakteristika definierte Formen des Typ-1-Diabetes und des Typ-2-Diabetes zurück. Für seine wissenschaftlichen Leistungen wurde er neben anderen Ehrungen 1955 in die Royal Society und zwei Jahre später in die American Academy of Arts and Sciences aufgenommen.

## Leben
Harold Percival Himsworth wurde 1905 in Huddersfield geboren. Er begann nach Abschluss der King James Grammar School in Almondbury, Yorkshire, 1924 ein Studium der Medizin am University College London, an dem unter anderem der Neurochirurg Wilfred Trotter zu seinen akademischen Lehrern zählte. Er schloss sein Studium 1930 mit Auszeichnung in drei von vier Fächern der Abschlussprüfung ab und erhielt als Anerkennung für seinen Abschluss ebenso wie für seine Promotion zwei Jahre später jeweils eine Goldmedaille der Universität. Ab 1930 war er als Assistenzarzt von T. R. Elliot in der internistischen Station des University College Hospital tätig. Ab 1936 wirkte er als stellvertretender Chefarzt sowie von 1939 bis 1949 als Nachfolger Elliots und Chefarzt der Station und als Professor für Medizin.
In den Jahren 1946/1947 fungierte er als Präsident der Sektion für experimentelle Medizin der Royal Society of Medicine. Er wurde 1948 Mitglied des Medical Research Council und war von 1949 bis 1968 der erste Kliniker im Amt des MRC-Sekretärs sowie in den Jahren 1967/1968 stellvertretender Vorsitzender des MRC. Im Rahmen seiner langjährigen Tätigkeit für das MRC war er unter anderem wesentlich mitverantwortlich für die Einrichtung des Laboratory of Molecular Biology, eines weltweit führenden Forschungsinstituts im Bereich der Molekularbiologie, dessen Mitarbeiter während der Leitung des MRC durch Harold Percival Himsworth siebenmal mit einem Nobelpreis ausgezeichnet wurden. 1968 ging er in den Ruhestand. Er wirkte anschließend noch von 1969 bis 1976 als Vorsitzender des Verwaltungsrats der London School of Hygiene and Tropical Medicine.
Harold Percival Himsworth war von 1932 bis zum Tod seiner Frau im Jahr 1988 verheiratet und Vater von zwei Söhnen. Er starb 1993 in London.

## Wissenschaftliches Wirken
Schwerpunkte der wissenschaftlichen Arbeiten von Harold Percival Himsworth waren die Ätiologie des Diabetes mellitus und von Erkrankungen der Leber.
Im Bereich der Diabetesforschung untersuchte er unter anderem den Einfluss von Insulin auf den Kohlenhydratstoffwechsel von Diabetikern und von gesunden Menschen, um den Zusammenhang zwischen Glukosetoleranz und Insulinsensitivität zu charakterisieren. Im Rahmen dieser Arbeiten entwickelte er einen Test zur Messung der Insulinsensitivität, mit dem es ihm bei Diabetespatienten gelang, zwei verschiedene Formen der Erkrankung zu unterscheiden. Er stellte dabei fest, dass insulin-sensitive Diabetiker eine Neigung zur Entstehung einer Ketoazidose zeigten und einen absoluten Mangel an körpereigenem Insulin aufwiesen, während insulin-insensitive Diabetiker inadäquat auf ihr körpereigenes Insulin reagierten.
Diese Beobachtung, welche die Grundlage für die bis in die Gegenwart etablierte Unterscheidung zwischen dem Typ-1-Diabetes und dem Typ-2-Diabetes bildete, präsentierte er erstmals 1939 in einer Reihe aus drei Vorträgen mit dem Titel „Mechanism of Diabetes mellitus“ im Rahmen der Goulstonian Lectures vor dem Royal College of Physicians. Dabei wies er auch auf das jüngere Alter und die in vielen Fällen akute Manifestation der Erkrankung bei den insulin-sensitiven Diabetikern sowie auf den Zusammenhang zwischen dem insulin-insensitiven Diabetes und Übergewicht, Bluthochdruck und Arteriosklerose hin.
Mit dem Beginn des Zweiten Weltkrieges wandte er sich der Erforschung der Ursachen des akuten und chronischen Leberversagens zu, dessen gehäuftes Auftreten bei Arbeitern in Munitionsfabriken als Folge der Exposition mit dem Sprengstoff Trinitrotoluol seit dem Ersten Weltkrieg bekannt war. Er widmete sich in der Folgezeit auch anderen Erkrankungen der Leber und untersuchte diesbezüglich nicht nur die Leberzirrhose als Endstadium chronischer Lebererkrankungen, sondern die initialen Ereignisse, die zu einer Schädigung der Hepatozyten führten.

## Auszeichnungen
Harold Percival Himsworth wurde 1936 zum Fellow des University College London gewählt, 1952 folgte die Aufnahme als Knight Commander in den Order of the Bath (KCB) und drei Jahre später die Ernennung zum Fellow der Royal Society (FRS). Ebenso wurde er von den Berufsvereinigungen (Royal Colleges) der britischen Radiologen, Internisten, Chirurgen und Pathologen zum Fellow ernannt. 1939 hielt der die Goulstonian Lectures vor dem Royal College of Physicians und 1962 die Harveian Oration.
Er erhielt darüber hinaus Ehrendoktortitel der Universitäten Toulouse (1950), Glasgow (1953), London (1956), Manchester (1956), Wales (1959), Cambridge (1964), Leeds (1968) sowie der University of the West Indies (1964). Die American Academy of Arts and Sciences (1957), die American Philosophical Society (1972), die Königliche Wissenschafts- und Gelehrsamkeitsgesellschaft in Göteborg (1957) und die Königlich-Belgische Akademie für Medizin (1958) ernannten ihn ebenso wie verschiedene ausländische Ärztevereinigungen zu ihrem auswärtigen Mitglied beziehungsweise Ehrenmitglied.

## Werke (Auswahl)
- The Goulstonian Lectures on the Mechanism of Diabetes mellitus. The Lancet Office, London 1939 (auch als Sonderdruck der Zeitschrift The Lancet, ISSN 0023-7507)
- The Liver and its Diseases. Oxford 1947, zweite Auflage 1950.
  - Spanisch: El higado y sus enfermedades. Alfa, Buenos Aires 1949 (übersetzt von Enrique M. Villa)
  - Italienisch: Il fegato e le sue malattie. Pensiero Scientifico, Rom 1952 (übersetzt von E. Bonetti und P. Merucci)
- The Development and Organization of Scientific Knowledge. Heinemann, London 1970.
- Scientific Knowledge and Philosophic Thought. University Press, Baltimore, Ml. 1986, ISBN 0-801-83316-7.